# Parabruchobius senegalensis
Parabruchobius senegalensis är en stekelart som beskrevs av Jean Risbec 1951. Parabruchobius senegalensis ingår i släktet Parabruchobius och familjen puppglanssteklar.
Artens utbredningsområde är Senegal. Inga underarter finns listade i Catalogue of Life.